# Ivan Karpov
Ivan Michailoviĉ Karpov (Novočerkassk, 30 gennaio 1898 – Milano, 6 luglio 1970) è stato un pittore russo.

## Biografia
Mostrando sin da bambino una grande predisposizione verso la pittura, il padre medico chirurgo lo incoraggiò affidandolo alla supervisione di un pittore locale. Dopo aver terminato gli studi al liceo artistico di Rostov, nel 1916 venne chiamato alle armi e inviato al fronte sud. Ferito e fatto prigioniero prima dagli austriaci e poi dagli inglesi, riparò in Bulgaria, a Sofia, dove cominciò a studiare all'Accademia di Belle Arti. Nel 1925 vince una borsa di studio americana che gli consente di partire alla volta dell'Italia. Giunto a Milano nel 1925, si diploma brillantemente all'Accademia di Belle Arti dopo aver seguito il corso di pittura di Ambrogio Alciati. Durante gli anni all'Accademia conosce la pittrice Julia Ivanovna Lund (1905-1974), di origini norvegesi ma nata in Russia, che diventerà sua moglie nel 1930 e da cui nasceranno tre figli. Sebbene la Seconda guerra mondiale avesse causato un periodo di stasi nell'attività espositiva milanese del pittore, artista estremamente fecondo, si distingue subito nell'ambiente milanese e il suo stile particolare attira l'attenzione di numerosi critici d'arte che apprezzano la sua capacità di unire una sensibilità caratteristica dell'arte slava a temi che richiamano paesaggi tipicamente italiani (nella fattispecie, lombardi). I soggetti presentano infatti elementi che ricordano paesaggi russi e che tradiscono la nostalgia del pittore nei confronti della madrepatria, alla quale non farà mai ritorno: 

## Galleria d'immagini
Quattro suoi dipinti figurano nelle collezioni d'arte della Fondazione Cariplo.

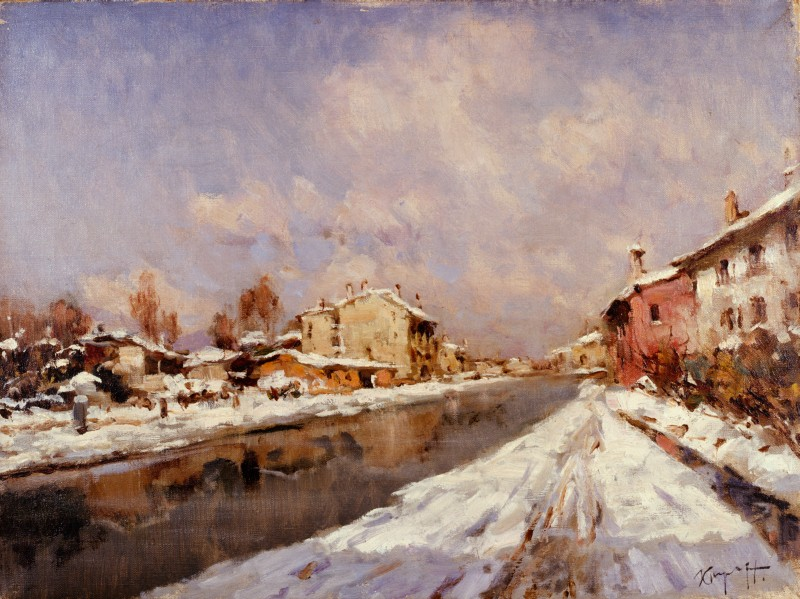
Naviglio d'inverno, 1940 circa
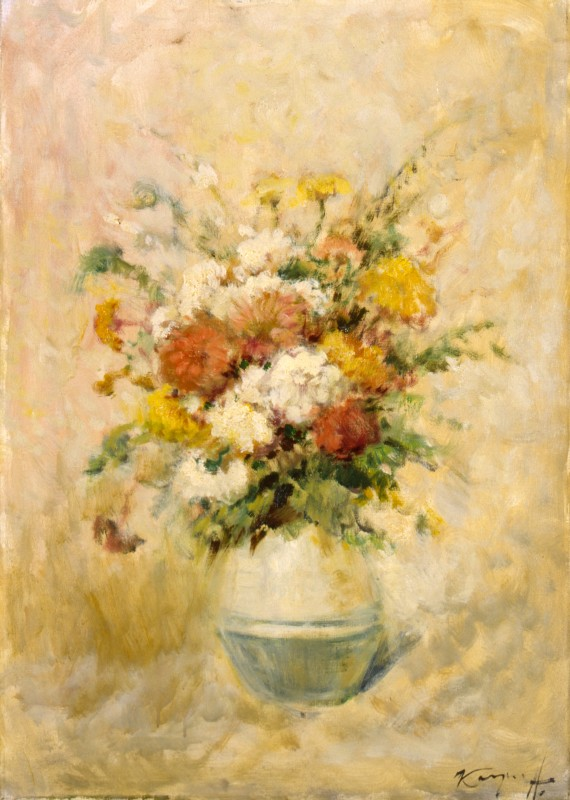
Fiori, 1950 circa
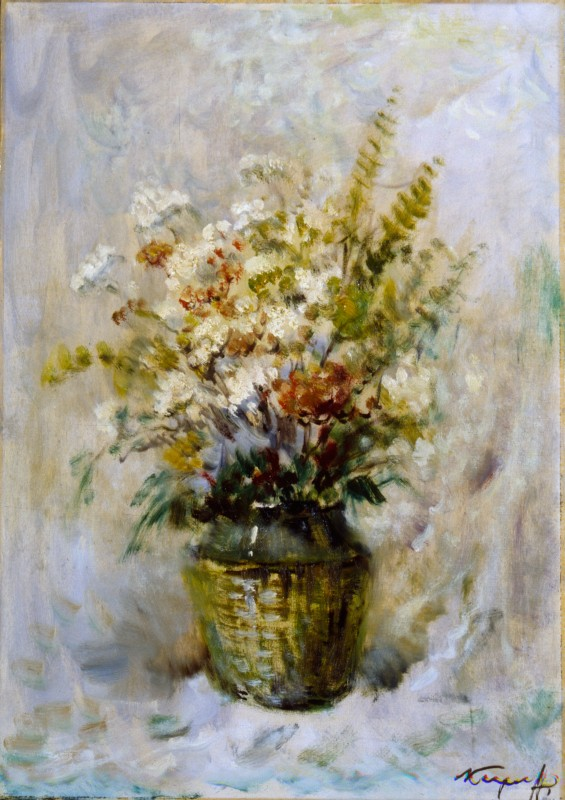
Fiori, 1950 circa